# 503년

## 연호
- 남량(南梁) 천감(天監) 2년
- 북위(北魏) 경명(景明) 4년

## 기년
- 남량(南梁) 무제(武帝) 2년
- 북위(北魏) 선무제(宣武帝) 4년
- 신라(新羅) 지증왕(智證王) 4년
- 고구려(高句麗) 문자명왕(文咨明王) 13년
- 백제(百濟) 무령왕(武寧王) 3년

## 사건
- 고구려 문자명왕이 백제의 대륙 기지인 요서와 진평 두 군을 함락시켰다.